# Fernande Decruck
Fernande Decruck, nascida Breilh (25 de dezembro de 1896 – 6 de agosto de 1954) foi uma compositora francesa que compôs mais de 40 obras para saxofone. Sua composição mais conhecida é a sua Sonata em dó sustenido menor para saxofone alto ou viola, dedicada a Marcel Mule .

## Biografia
Fernande Breilh nasceu na aldeia de Gaillac na França, filha de um comerciante local. Ela começou a aprender piano aos oito anos e estudou no Conservatoire de Toulouse. Ela foi admitida no Conservatoire de Paris em 1918 estudando órgão e composição. Lá ela ganhou prêmios em harmonia, fuga, contraponto e acompanhamento de piano.
Seus estudos em improvisação de órgão a levaram a viajar para a América, onde deu seus primeiros recitais de órgão em Nova York. Seu marido, Maurice Decruck, clarinetista, saxofonista e contrabaixista, tocava baixo e saxofone com a Filarmônica de Nova York. Maurice Decruck mais tarde tornou-se editor musical, abrindo a empresa Les Editions de Paris. Eles se casaram em 1924 e tiveram três filhos, Jeannine Decruck (nascido em 1925), Michel Decruck (nascido em 1926) e Alain Decruck (nascido em 1937). Ela se mudou para os Estados Unidos com sua família em 1928.
Em 1932, Maurice Decruck voltou a Paris e abriu uma editora '' Les Editions de Paris '' que iria publicar as composições de Fernande Decruck. Ela foi incluída na lista da edição de 1936 de membros da Sociedade Americana de Compositores, Autores e Editores e Sociedades Afiliadas (ASCAP). Fernande Decruck mais tarde juntou-se ao marido em Paris em 1933. Quando Fernande voltou para a França, ela começou a ensinar harmonia no Conservatoire de Toulouse. Entre 1937 e 1942 ela viveu em Toulouse com os filhos, enquanto o marido residia em Paris. Durante este período, ela continuou a ensinar, compor e se apresentar. Em 1942 ela voltou para Paris e muitas de suas obras estrearam entre 1943 e 1947, incluindo sua Sonata em dó sustenido menor.
Fernande e Maurice Decruck se divorciaram em 1950, após vários anos de separação. Ela morreu de derrame em 6 de agosto de 1954.

## Composições
- Pavane pour quatuor de saxophones (1933), arrangement pour trio d'anches
- Saxophonie pour quatuor de saxophones (1934)
- Deux berceuses pour quatuor de saxophones (1935)
- Variations saxophoniques pour quatuor de saxophones (1939)
- Saxofonia di camera pour quatuor de saxophones
- Saxophonescas pour quatuor de saxophones (1943)
- Sonate en ut # pour saxofone alto (ou alto) et orchestere (1943)
- Pièces Françaises para saxofone alto et piano (1943)
- Danses autour du monde pour saxofone alto et piano

### Pavane (1933)
Pavane é a primeira obra conhecida de Fernande Decruck para o quarteto de saxofones. Foi dedicada ao Quarteto de Saxofones da Garde Républicaine. Fernande Decruck definiu Pavane para outras combinações instrumentais, incluindo o trio de palheta.

### Deux berceuses pour quatuor de saxophones (1935)
Composta em 1935 e dedicada ao Soldado Desconhecido e Donald Moore, Deux berceuses (duas canções de ninar) foi escrita para quarteto de trompas e adaptada pela compositora para quarteto de saxofones.
Deux berceuses possui dois movimentos  : I. Mouvement calme et souple de berceuseII. Berceuse Héroïque

### [5]Sonate en ut # pour saxofone alto (ou alto) e orquestra (1943)
Título completo publicado por Costallat: "Sonate en ut dièze : pour saxophone alto mi-b (ou alto à corde) com acompanhamento de piano ou orchester "(OCLC 7343662 ) 
Esta Sonata possui quatro movimentos:
I. Tres modéré, expressifII. NoëlIII. FileuseIV. Nocturne et Rondel